# Territ cuablanc
El territ cuablanc
(Calidris fuscicollis) és una espècie d'ocell de la família dels escolopàcids (Scolopacidae) que habita la tundra del nord d'Alaska, extrem nord del Canadà continental i les illes Banks, Melville, Bathurst, Bylot, Southampton i Baffin. En hivern habita aiguamolls i estanys a la llarga de la costa atlàntica sud-americana des del sud del Brasil fins Terra del Foc.